# Джош Чілдресс
Джошуа Малік Чілдресс (англ. Joshua Malik Childress, відоміший також як Джош Чілдресс; нар. 20 червня 1983, Харбор, Лос-Анджелес, Каліфорнія, США) — американський професійний баскетболіст. Виступає за клуб НБА «Фінікс Санз» під 1 номером. Грає на позиції легкого форварда або атакуючого захисника.

## Кар'єра в НБА
Чілдресса було обрано на драфті 2004 клубом «Атланта Гокс» під 6 загальним номером.
У дебютному сезоні Чілдресс демонстрував хороші статистичні показники; він взяв участь у 80 іграх регулярної першості, 44 рази виходив у стартовій п'ятірці та набирав за гру у середньому 10.1 очок та 6 підбирань. За підсумками сезону Чілдресс був обраний у першу команду новачків НБА. Інший новачок «Гокс», Джош Сміт, демонстрував приблизно такі ж статистичні показники (9.7 очок та 6.2 підбирань у середньому за гру) та був обраний у другу команду новачків НБА.
За кількістю дабл-даблів Чілдресс посів третє місце серед новачків у сезоні 2004-05, поступившись лише Емеці Окафору та Двайту Говарду.
23 липня 2008 року Чілдресс підписав контракт з грецьким Олімпіакосом.
У 2010 році Чілдресс повернувся у НБА. Його новим клубом став «Санз».

### Статистика кар'єри в НБА

#### Регулярний сезон
| Сезон   | Команда      | GP  | GS | MPG  | FG%  | 3P%  | FT%  | RPG | APG | SPG | BPG | PPG  |
| ------- | ------------ | --- | -- | ---- | ---- | ---- | ---- | --- | --- | --- | --- | ---- |
| 2004–05 | Атланта Гокс | 80  | 44 | 29.7 | .470 | .232 | .823 | 6.0 | 1.9 | .9  | .4  | 10.1 |
| 2005–06 | Атланта Гокс | 74  | 10 | 30.4 | .552 | .492 | .766 | 5.2 | 1.8 | 1.2 | .5  | 10.0 |
| 2006–07 | Атланта Гокс | 55  | 13 | 36.8 | .504 | .338 | .795 | 6.2 | 2.3 | 1.0 | .7  | 13.0 |
| 2007–08 | Атланта Гокс | 76  | 0  | 29.9 | .571 | .367 | .807 | 4.9 | 1.5 | .9  | .6  | 11.8 |
| 2010–11 | Фінікс Санз  | 54  | 3  | 16.6 | .565 | .063 | .492 | 2.9 | .8  | .6  | .4  | 5.0  |
| 2011–12 | Фінікс Санз  | 34  | 0  | 14.4 | .485 | .167 | .000 | 2.8 | 1.0 | .4  | .2  | 2.9  |
| 2012–13 | Бруклін Нетс | 14  | 0  | 7.1  | .286 | .333 | .500 | 1.1 | .4  | .1  | .1  | 1.0  |
| 2013–14 | New Orleans  | 4   | 0  | 6.0  | .000 | .000 | .000 | .8  | .5  | .3  | .0  | .0   |
| Кар'єра |              | 391 | 70 | 26.7 | .522 | .329 | .779 | 4.7 | 1.6 | .9  | .5  | 9.1  |

#### Плей-оф
| Сезон   | Команда      | GP | GS | MPG  | FG%  | 3P%  | FT%  | RPG | APG | SPG | BPG | PPG |
| ------- | ------------ | -- | -- | ---- | ---- | ---- | ---- | --- | --- | --- | --- | --- |
| 2008    | Атланта Гокс | 7  | 0  | 29.3 | .524 | .000 | .500 | 5.7 | 1.6 | .1  | .7  | 7.1 |
| Кар'єра |              | 7  | 0  | 29.3 | .524 | .000 | .500 | 5.7 | 1.6 | .1  | .7  | 7.1 |

### Статистика кар'єри в Євролізі
| Рік     | Команда    | GP | GS | MPG  | FG%  | 3P%  | FT%  | RPG | APG | SPG | BPG | PPG  | PIR  |
| ------- | ---------- | -- | -- | ---- | ---- | ---- | ---- | --- | --- | --- | --- | ---- | ---- |
| 2008–09 | Олімпіакос | 16 | 15 | 24.3 | .470 | .158 | .636 | 4.6 | 1.1 | 1.1 | .5  | 8.8  | 10.4 |
| 2009–10 | Олімпіакос | 20 | 20 | 32.3 | .523 | .328 | .647 | 4.8 | 1.9 | 1.1 | .6  | 15.2 | 15.3 |
| Кар'єра |            | 36 | 35 | 28.7 | .504 | .286 | .643 | 4.7 | 1.5 | 1.1 | .6  | 12.4 | 13.1 |